# أ. رونالد غالانت
أ. رونالد غالانت (بالإنجليزية: A. Ronald Gallant)‏ هو اقتصادي أمريكي، ولد في 1942.